# الفيلق الثامن عشر العثماني
الفيلق الثامن عشر للدولة العثمانية ( بالتركية : 18 nci Kolordu أو On Sekizinci Kolordu ) كان أحد فيالق الجيش العثماني. تأسس خلال الحرب العالمية الأولى.

## حروب البلقان

### أمر المعركة، 29 أكتوبر 1912
في 29 أكتوبر 1912، تشكل الفيلق على النحو التالي:
- الفيلق المؤقت الثامن عشر (تراقيا، تحت قيادة الجيش الشرقي الثاني )
  - قسم يوزغات رديف، قسم أنقرة رديف، قسم أيدين رديف

## الحرب العالمية الأولى

### ترتيب المعركة، يونيو 1915
تأسس الفيلق كجناح أيمن للجيش الثالث لمحمود كامل باشا في 7 يونيو 1915، بقيادة خليل بك. وفي إطار إعادة ترتيب القيادات الميدانية العملياتية، أعاد محمود كامل باشا تصميم هذه الوحدة لتصبح فيلق خليل المؤقت.
- مجموعة الجناح الأيمن ( القوقاز ، القائد: قائمقام خليل بك -> ميرليفا عبد الكريم باشا منذ 19 يوليو 1915)
  - قوة الحملة الأولى (القائد: كايمكم علي إحسان بك )
  - قوة الحملة الخامسة (القائد: قائمقام بكير سامي بك )
  - الفرقة 36 (القائد: كايماكام كوبرولو كازيم باي )

### ترتيب المعركة، أواخر صيف عام 1915
في 20 سبتمبر 1915، أعيد تسمية فيلق خليل المؤقت إلى الفيلق الثامن عشر للجيش العثماني. وفي أواخر صيف عام 1915، تم هيكلة الفيلق على النحو التالي: 
- الفيلق الثامن عشر ( بلاد ما بين النهرين )
  - الفرقة 45

### ترتيب المعركة، يناير 1916
في يناير 1916، تم تشكيل الفيلق على النحو التالي: 
- الفيلق الثامن عشر (بلاد ما بين النهرين)
  - الفرقة 45، الفرقة 51

### ترتيب المعركة، أغسطس 1916
في أغسطس 1916، تم تشكيل الفيلق على النحو التالي: 
- الفيلق الثامن عشر (بلاد ما بين النهرين)
  - الفرقة 35 ، الفرقة 45، الفرقة 51، الفرقة 52

### ترتيب المعركة، ديسمبر 1916
في ديسمبر 1916، تم تشكيل الفيلق على النحو التالي: 
- الفيلق الثامن عشر (بلاد ما بين النهرين)
  - الفرقة 45، الفرقة 51، الفرقة 52

### ترتيب المعركة، أغسطس 1917، يناير 1918
في أغسطس 1917 ويناير 1918، تم تنظيم الفيلق على النحو التالي: 
الفيلق الثامن عشر (بلاد ما بين النهرين)
- الفرقة 14، الفرقة 51، الفرقة 52

### ترتيب المعركة، سبتمبر 1918
في نوفمبر 1918، تم تشكيل الفيلق على النحو التالي: 
الفيلق الثامن عشر (بلاد ما بين النهرين)
- الفرقة 14، الفرقة 46